# Inshushinak

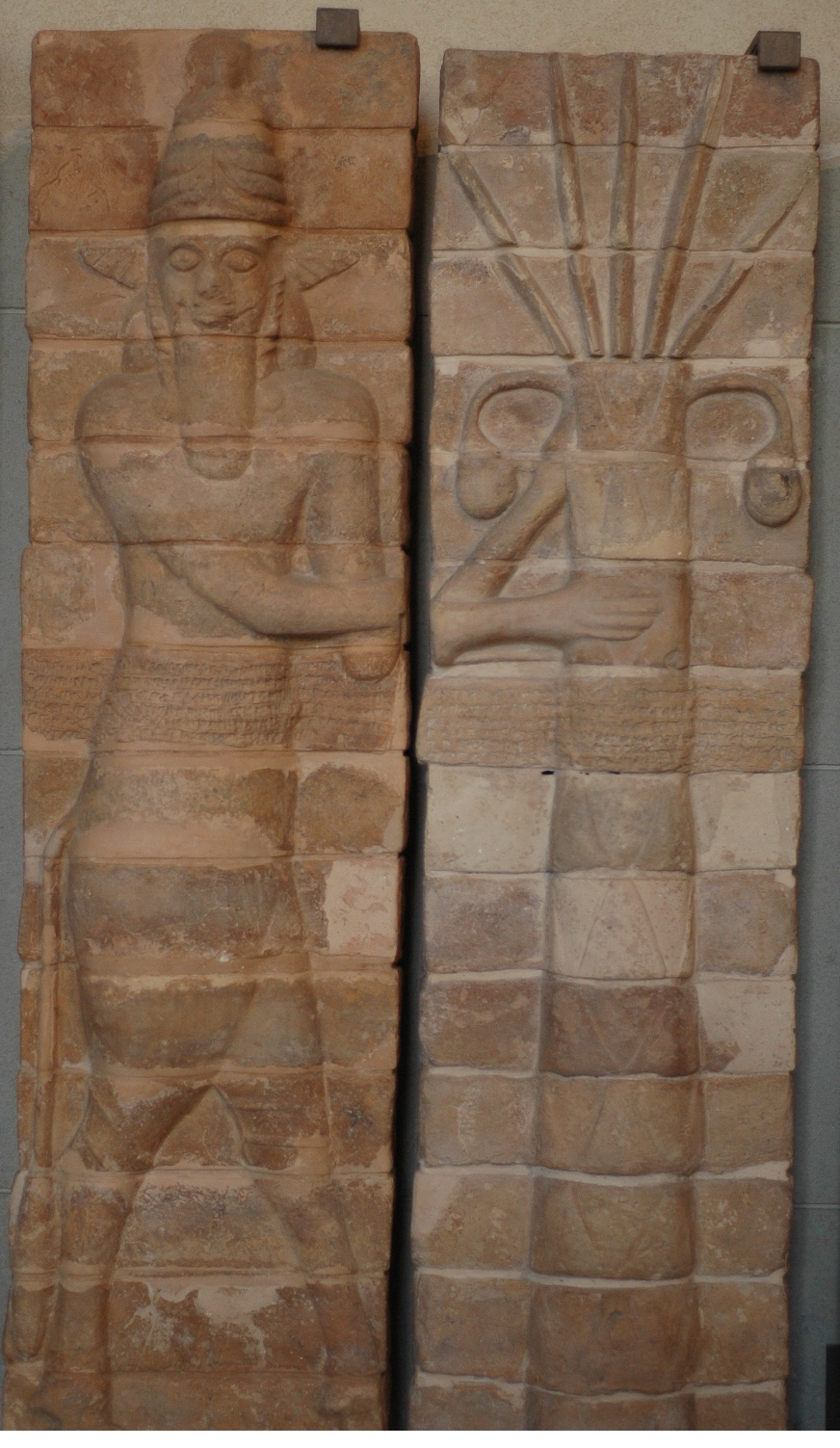
Homem-touro protegendo uma palmeira, painel de tijolos decorativo da parede exterior de um templo de Inshushinak em Susa. Século 12 AC

Inshushinak foi um dos deuses mais importantes dos Elamitas e era a divindade protetora dos Susa. O Zigurate em Tchogha Zanbil é dedicado a ele.